# Karl Sarasin

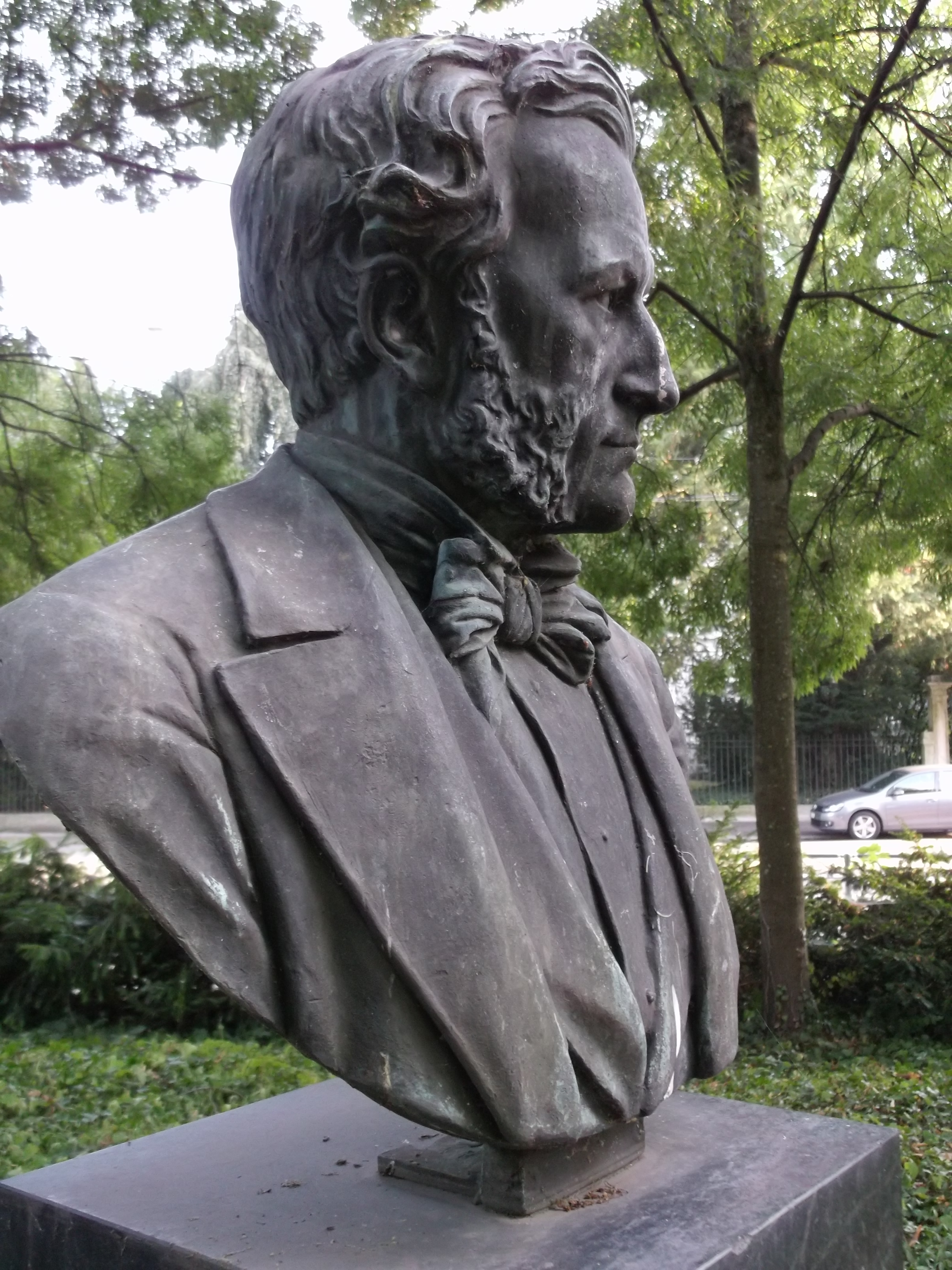
Karl Sarasin Denkmal vor dem St. Alban-Tor nach einer Büste von Ferdinand Schlöth

Karl Sarasin (* 17. April 1815 in Basel; † 21. Januar 1886 ebenda) war ein Schweizer Unternehmer und Politiker aus Basel.

## Leben

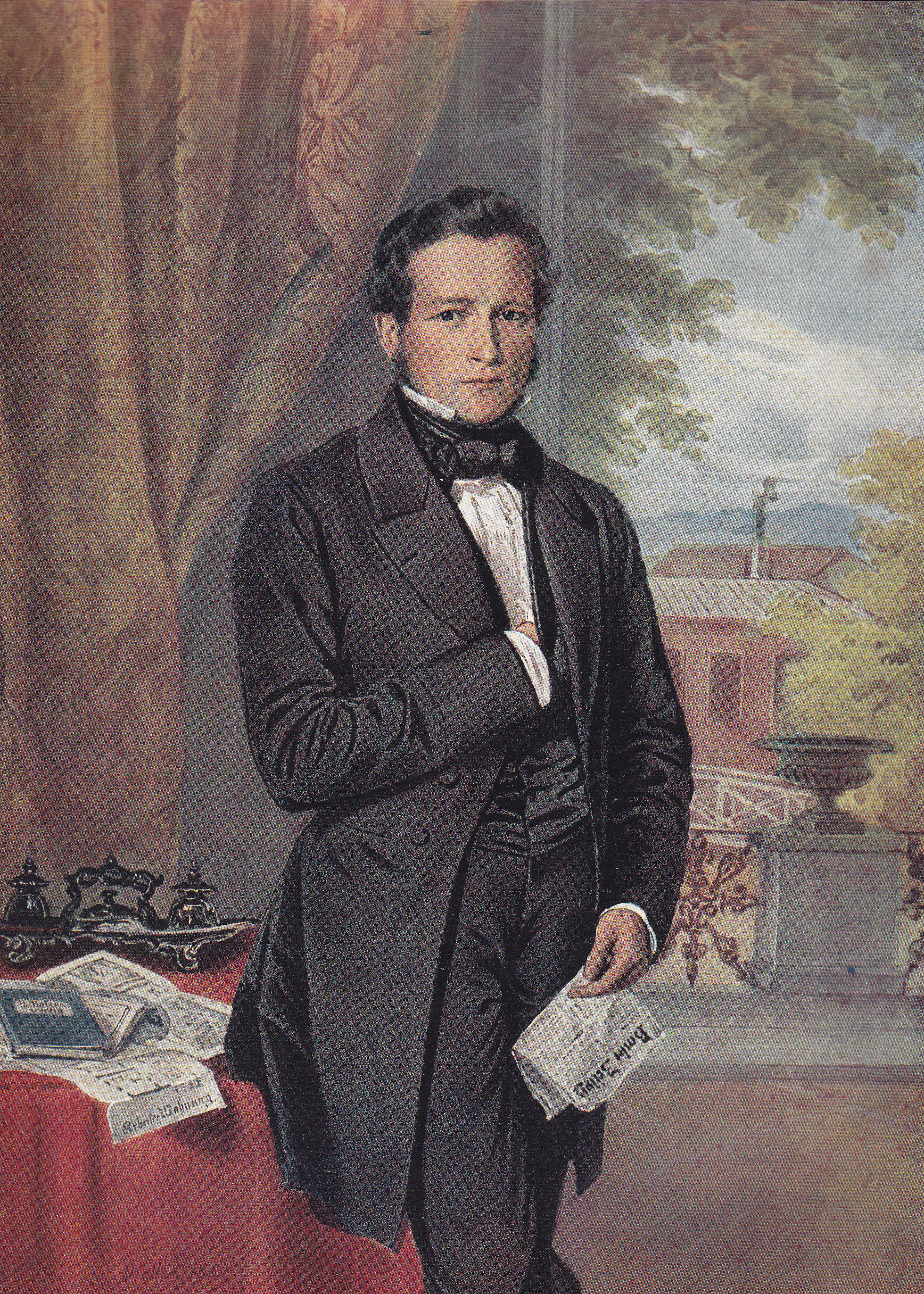
Karl Sarasin, 1853

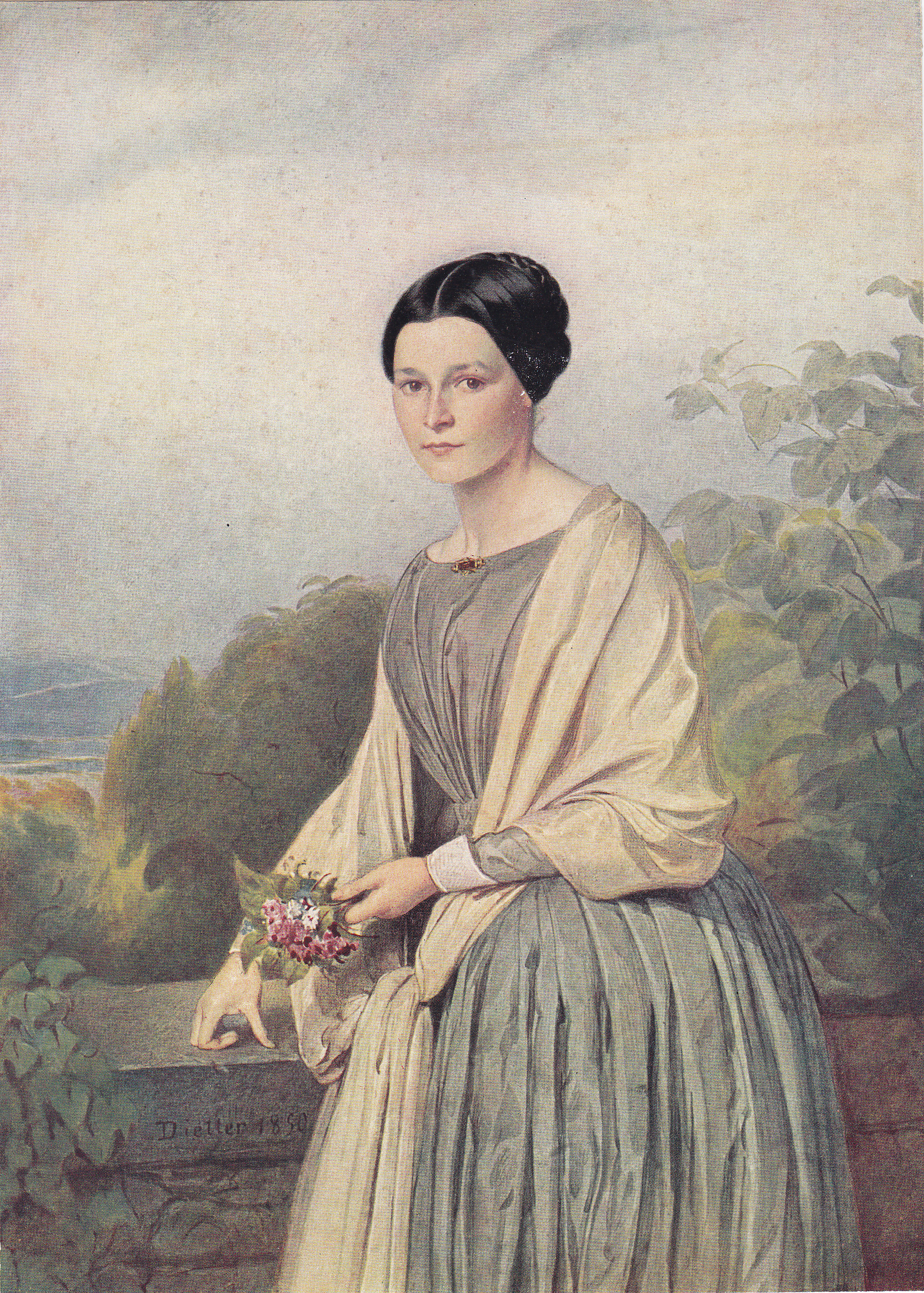
Elisabeth Sarasin-Sauvain (1829–1918), zweite Ehefrau Sarasins; Druck: Frobenius AG

Karl Sarasin, 1815 in Basel geboren, besuchte dort die Schule bis zum Gymnasium und trat dann eine Lehre in einer Basler Seidenbandfabrik an. In einem Dorf im Kanton Jura lernte er mehrere Monate lang, alle Artikel selbst auf einem Webstuhl anzufertigen. Im Jahre 1837 gründete er zusammen mit seinem Vater ein eigenes Posamenter- oder Bandwebereigeschäft. Die Fabrikation wuchs so rasch, dass er um 1850 schon ein halbes Tausend Webstühle und später sogar die doppelte Zahl betrieb.
Seit 1845 gehörte Sarasin als Konservativer dem Grossen Rat des Kantons Basel-Stadt an, seit 1856 und bis 1875 dem Kleinen Rat, der Regierung. Dort war er seit 1858 für die Leitung der öffentlichen Bauten zuständig, später für das Sanitätswesen. Er unterstützte den gemeinnützigen Wohnungsbau und forderte, als Vorsitzender der von der Gemeinnützigen Gesellschaft Basel  eingerichteten Kommission für Fabrikarbeiterverhältnisse nach einem Besuch in England den Bau von Arbeiterhäusern, d. h. Wohneigentum für Arbeiter. Seine Vision dabei war: Aus einem Nomaden einen sesshaften Bürger, aus einem Proletarier – einen eigenen Herrn: aus einem fremd und abhängig sich fühlenden, einen Mann zu machen, der, wenn auch im bescheidenen Masse, sich Mitantheilnehmer an der Erdoberfläche weiss […]
Sarasin war Mitglied des Vorstandes der Basler Missionsgesellschaft und leitete für diese die Industriewerkstätte der Mission in Indien.
Im Jahr 1868 beauftragte Sarasin Arnold Böcklin, einen Gartensaal des Sarasinschen Hauses in Basel mit drei Fresken auszustatten, ein Auftrag, den Jacob Burckhardt vermittelt hatte. Böcklin wurde bei dieser Arbeit von Rudolf Schick unterstützt. Innerhalb von zwei Monaten wurden die drei Wandbilder Rast auf der Flucht nach Ägypten, König David mit der Harfe und Der Gang nach Emmaus fertig gestellt.
Karl Sarasin war der Sohn von Karl Sarasin-Heusler (1788–1843) Tabak- und Bandfabrikant und Enkel von Jakob Sarasin (1742–1802), der von einer in Basel geschäftlich und politisch sehr erfolgreichen Familie hugenottischer Glaubensflüchtlinge aus Lothringen in Frankreich abstammte und mit vielen Vertretern der Aufklärung und des Sturm und Drang in Kontakt stand.
In erster Ehe (1840) war er mit Adèle Vischer (1821–1845) und in zweiter Ehe (1850) mit Elisabeth Sauvain (1829–1918) verheiratet. Er hatte neun Kinder, drei aus seiner ersten Ehe und sechs aus seiner zweiten. Sarasins Sohn Paul Sarasin (1856–1929) war ein Naturforscher und Ethnologe, der zusammen mit dem Verwandten Fritz Sarasin ausgedehnte Forschungsreisen nach Britisch-Ceylon und Celebes unternahm. Pauls jüngerer Bruder Alfred Sarasin-Iselin (1865–1953) wurde der Begründer der gleichnamigen Privatbank.

## Ehrungen
1948 wurde in der Parkanlage vor dem St. Albantor in Basel ein Büstendenkmal nach einer 1887 von Ferdinand Schlöth modellierten und dessen Neffen Achilles Schlöth ausgeführten Marmorbüste aufgestellt.

## Schriften
- Von einer Reise nach Italien. In Briefen. Als Manuskript für Freunde gedruckt. Schultze, Basel 1867.
- Arbeiterwohnungen. In: Die Verhandlungen der Bonner Conferenz für die Arbeiterfrage im Juni 1870 (No. 949). Verlag Enslin, Berlin 1870, S. 11–33.

## Literatur

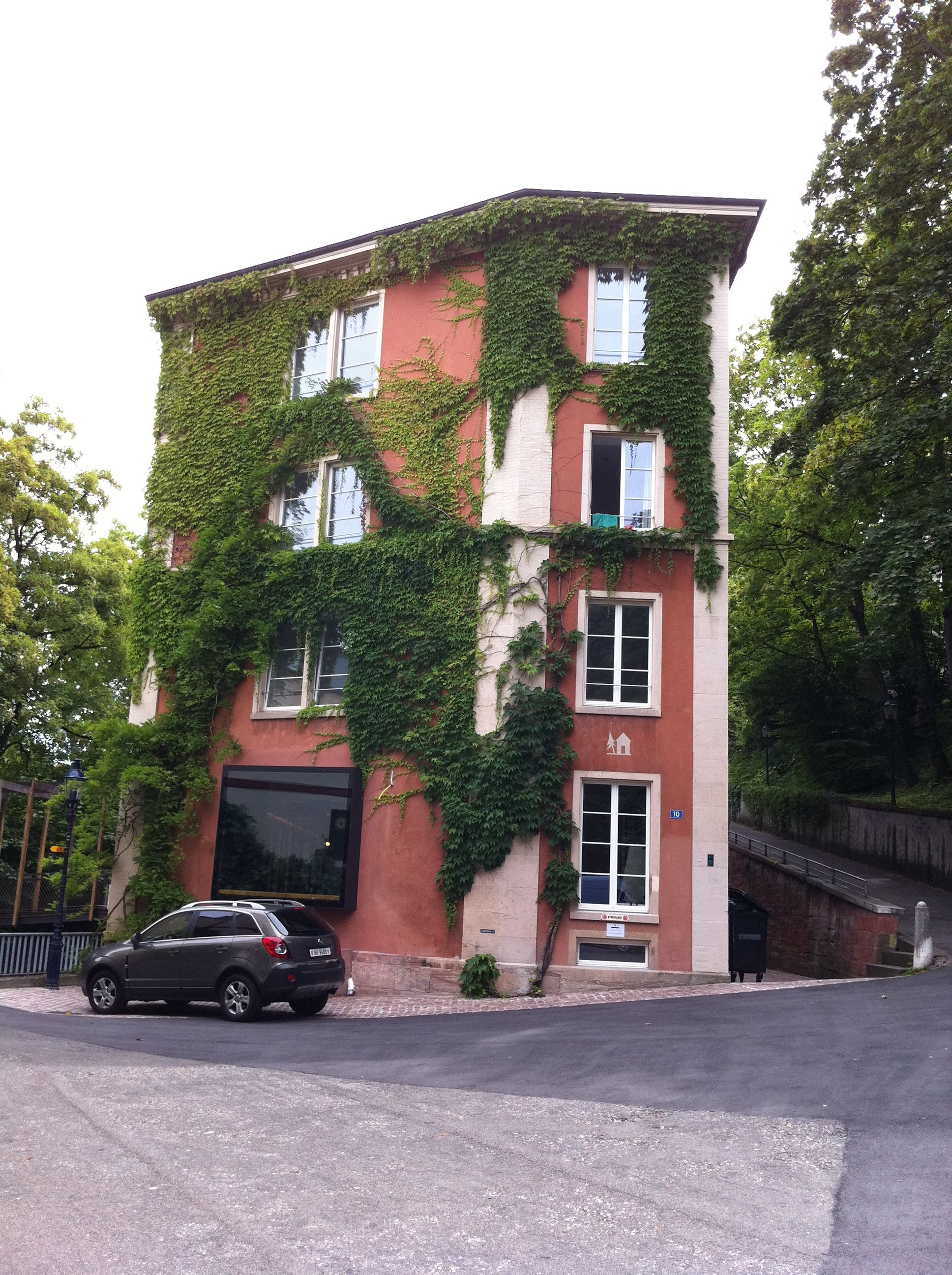
Rote Fabrik: von Sarasin für seine Bandproduktion erbaut, heute Jugendherberge Basel